# Antiche unità di misura del circondario di Treviglio

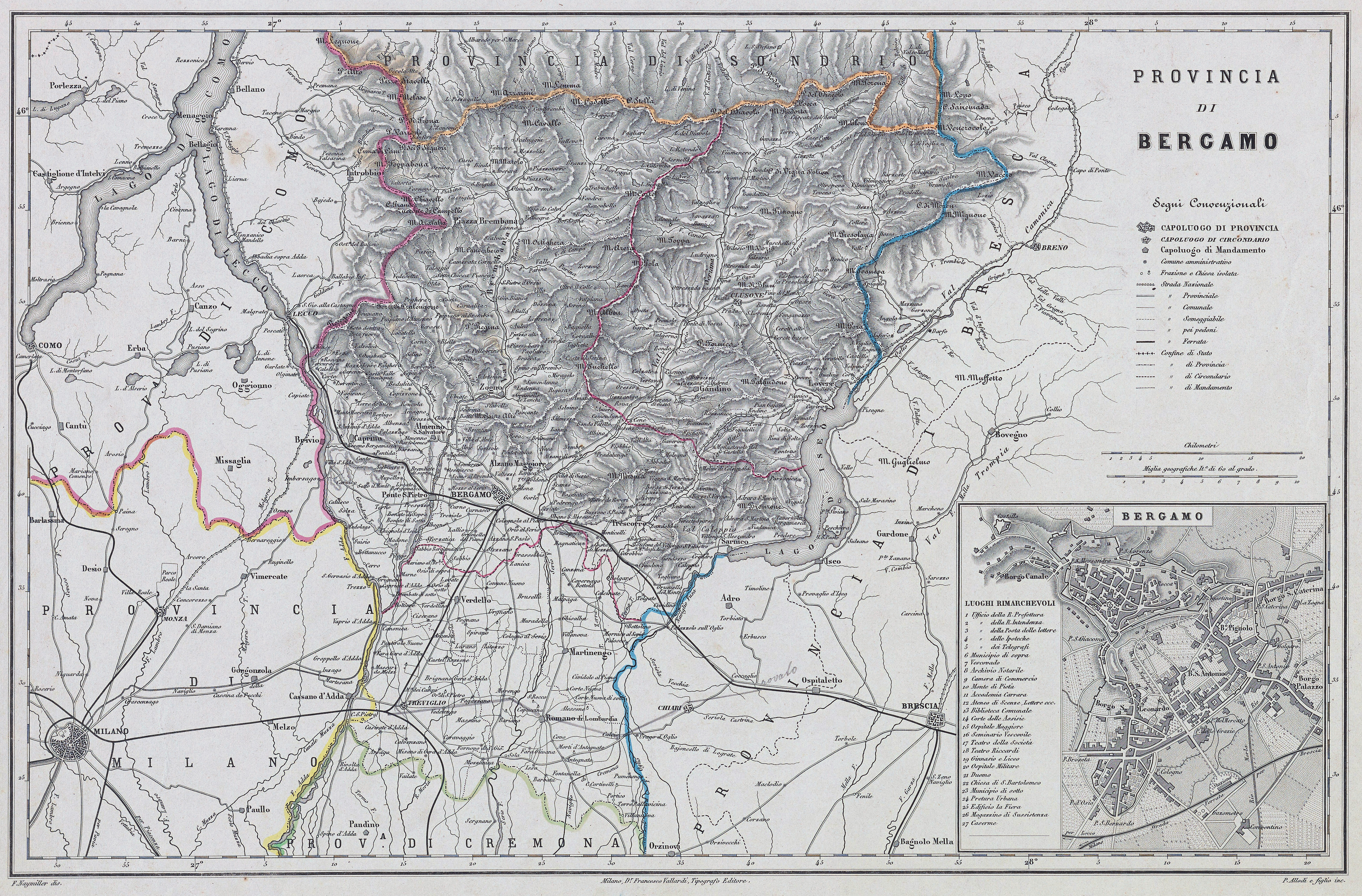
Mappa con indicazione dei confini del circondario di Treviglio nel 1868 circa

Sono qui riportate le conversioni tra le antiche unità di misura in uso nel circondario di Treviglio e il sistema metrico decimale, così come stabilite ufficialmente nel 1877.
Nonostante l'apparente precisione nelle tavole, in molti casi è necessario considerare che i campioni utilizzati (anche per le tavole di epoca napoleonica) erano di fattura approssimativa o discordanti tra loro.

## Misure di lunghezza
| Comuni | Denominazione                  | Valore   | Unità |
| --- | ------------------------------ | -------- | ----- |
| Comuni del mandamento di Treviglio, e comuni di Covo, Antegnate, Isso, Fontanella, Mozzanica                                                       | Braccio di Milano              | 0,594936 | m     |
| Comuni dei mandamenti di Martinengo, Romano, Verdello Maggiore, eccettuato il comune di Mozzanica                                                  | Braccio mercantile di Bergamo  | 0,659319 | m     |
| Comuni dei mandamenti di Verdello Maggiore, Martinengo, e comuni di Barbata, Bariano, Fara, Olivana, Morengo, Pumenengo, Romano, Torre Pallavicina | Braccio da fabbrica di Bergamo | 0,531414 | m     |
| Comuni dei Mandamenti di Treviglio e Romano, eccettuati i comuni di Bariano, Morengo, Romano di Lombardia                                          | Trabucco di Milano             | 2,611110 | m     |
| Comuni dei Mandamenti di Treviglio e Romano, eccettuati i comuni di Bariano, Morengo, Romano di Lombardia                                          | Piede liprando                 | 0,446202 | m     |
| Comuni dei mandamenti di Verdello Maggiore e Martinengo, e comuni di Bariano, Fara Olivana, Pumenengo, Romano                                      | Cavezzo di Bergamo             | 2,626603 | m     |
| Calcio | Braccio o piede bresciano      | 0,475467 | m     |
| Calcio | Trabucco cremonese             | 2,901233 | m     |

Il braccio milanese, il braccio mercantile di Bergamo, il braccio da fabbrica di Bergamo ed il braccio o piede bresciano si dividono in 12 once, l'oncia in 12 punti, il punto in 12 atomi.
Il trabucco di Milano, il cavezzo di Bergamo, ed il trabucco cremonese si dividono in 6 piedi, il piede in 12 once, l'oncia in 12 punti, il punto in 12 atomi.

## Misure di superficie
| Comuni | Denominazione                           | Valore   | Unità |
| --- | --------------------------------------- | -------- | ----- |
| Mandamento di Treviglio e comuni di Antegnate, Covo, Fontanella, Isso, Mozzanica                                                         | Braccio quadrato milanese               | 0,353949 | m²    |
| Mandamento di Treviglio e comuni di Antegnate, Covo, Fontanella, Isso, Mozzanica                                                         | Braccio d'asse milanese                 | 1,415798 | m²    |
| Mandamenti di Martinengo e Verdello Maggiore, e comuni di Barbata, Bariano, Fara, Olivana, Morengo, Pumenengo, Romano, Torre Pallavicina | Braccio da fabbrica quadrato di Bergamo | 0,282401 | m²    |
| Mandamenti di Treviglio e Romano, eccettuati i comuni di Bariano, Morengo e Romano di Lombardia                                          | Pertica di Milano                       | 654,5179 | m²    |
| Mandamenti di Martinengo e Verdello Maggiore e comuni di Bariano, Fara, Olivana, Romano, Pumenengo                                       | Pertica di Bergamo                      | 662,3082 | m²    |
| Calcio | Braccio o piede quadrato di Brescia     | 0,226069 | m²    |
| Calcio | Pertica cremonese                       | 808,0469 | m²    |

Il braccio quadrato milanese, il braccio da fabbrica quadrato di Bergamo, il Braccio o Piede quadrato ili Brepiia si dividono in 12 once di braccio quadrato, l'oncia in 12 punti, il punto in 12 atomi di braccio quadrato.
Il braccio d'asse milanese, eguale a quattro braccia quadrate si divide in 12 once di braccio d'asse, l'oncia in 12 punti, il punto in 12 atomi di braccio d'asse.
La pertica, misura agraria, si divide in 24 tavole, la tavola in 12 piedi di tavola, il piede in 12 once, l'oncia in 12 punti, il punto in 12 atomi di tavola.

## Misure di volume
| Comuni | Denominazione                       | Valore  | Unità |
| --- | ----------------------------------- | ------- | ----- |
| Mandamento dì Treviglio, Comuni di Antegnate, Covo, Fontanella, Isso, Mozzanica                                                       | Braccio cubo di Milano              | 210,577 | L     |
| Mandamenti di Martinengo, Verdello Maggiore e comuni di Barbata, Bariano, Fara Olivana, Morengo, Pumenengo, Romano, Torre Pallavicina | Braccio da fabbrica cubo di Bergamo | 150,072 | L     |
| Calcio | Braccio o piede cubo di Brescia     | 107,488 | L     |

Il braccio cubo milanese, il braccio da fabbrica di Bergamo ed il braccio o biede cubo di Brescia si dividono in 12 once di braccio cubo, l'oncia in 12 punti, il punto in 12 atomi di braccio cubo.
Nel mandamento di Treviglio e nei comuni di Antegnato, Covo, Fontanella, Isso e Mozzanica si usava pure il carro da legna milanese, eguale a 16 braccia cube.

## Misure di capacità per gli aridi
| Comuni                                                | Denominazione           | Valore   | Unità |
| ----------------------------------------------------- | ----------------------- | -------- | ----- |
| Mandamento di Treviglio, comuni di Morengo, Mozzanica | Moggio di Milano        | 146,2343 | L     |
| Mandamento di Treviglio, comuni di Morengo, Mozzanica | Moggio da carbone       | 225,1033 | L     |
| Tutti i comuni, eccetto il comune di Morengo          | Soma o sacco di Bergamo | 171,2812 | L     |

Il moggio di Milano si divide in 8 staia, lo staio in 4 quartari, il quartaro in 4 metà, la metà in 4 quartini.
La soma di Bergamo si divide in 8 staia, lo staio in 4 quartari, il quartaro in 4 sedicini, il sedicino in 4 quartini.
Dieci some fanno un carro.

## Misure di capacità per i liquidi
| Comuni                                                                                           | Denominazione     | Valore  | Unità |
| ------------------------------------------------------------------------------------------------ | ----------------- | ------- | ----- |
| Tutti i comuni eccetto il comune di Mozzanica                                                    | Brenta di Milano  | 75,5544 | L     |
| Mandamenti di Martinengo, Romano, e Verdello Maggiore, eccettuali i comuni di Calcio e Mozzanica | Brenta di Bergamo | 70,6905 | L     |
| Calcio                                                                                           | Zerla bresciana   | 49,7427 | L     |

La brenta di Milano si divide in 3 Staia, lo staio in 4 quartari, il quartaro in 8 boccali, il boccale in 4 zaine.
La brenta di Bergamo si divide in 6 secchie, la secchia in 9 pinte, la pinta in 2 boccali, il boccale in 4 zaine.
La zerla bresciana si divide in 4 secchie, la secchia in 9 pinte, la pinta in 2 boccali, il boccale in 2 mezzi, il mezzo in 2 tazze.

## Pesi
| Comuni                                                                                          | Denominazione                  | Valore  | Unità |
| ----------------------------------------------------------------------------------------------- | ------------------------------ | ------- | ----- |
| Mandamento di Treviglio e comuni di Morengo e Mozzanica                                         | Libbra piccola di Milano       | 326,793 | g     |
| Morengo                                                                                         | Libbra grossa di Milano        | 762,517 | g     |
| Mandamento di Treviglio, comune di Mozzanica                                                    | Libbra grossa 30 once milanesi | 816,983 | g     |
| Mandamenti di Martinengo, Romano, Verdello Maggiore, eccettuali i comuni di Morengo e Mozzanica | Libbra grossa di Bergamo       | 812,822 | g     |
| Mandamenti di Martinengo, Romano, Verdello Maggiore, eccettuali i comuni di Morengo e Mozzanica | Libbra piccola di Bergamo      | 325,129 | g     |

La libbra piccola di Milano si divide in 12 once, l'oncia in 24 denari, il denaro in 24 grani.
25 libbre piccole fanno un rubbo. 100 libbre piccole fanno un quintale.
La libbra grossa di Milano si divide in 28 once, l'oncia in 24 denari, il denaro in 24 grani.
10 libbre grosse fanno un peso. 100 libbre grosse fanno un fascio.
La libbra grossa di 30 once milanesi ha le once eguali alla libbra grossa e piccola di Milano.
La libbra grossa di Bergamo si divide in 30 once, l'oncia in 4 quarti, il quarto in 6 denari, il denaro in 24 grani.
10 libbre grosse fanno un peso.
La libbra piccola di Bergamo si divide in 12 once, l'oncia in 24 denari, il denaro in 24 grani.
Per i medicinali si usava la libbra medica viennese eguale a granimi 420,008. Però anteriormente al 1841, ed anche posteriormente, in via abusiva, si usavano anche le libbre piccole di Milano e Bergamo nei comuni ove esse erano in uso per gli usi mercantili.
Per l'oro e le gioie si usava in tutto il circondario il marco di zecca di Milano pari a grammi 234,997, ed il carato d'Olanda di grammi 0,20567. Nei mandamenti di Martinengo e Verdello maggiore e nei comuni di Bariano, Morengo e Romano si usava inoltre il carato di Venezia di grammi 0,20703.